# Мошенничество, мифы и тайны: наука и лженаука в археологии
Мошенничество, мифы и тайны: наука и лженаука в археологии (англ. Frauds, Myths, and Mysteries: Science and Pseudoscience in Archaeology) — монография американского археолога Кеннета Федера, вышедшая в 1990 году и посвящённая скептическому рассмотрению различных вопросов, связанных с псевдоархеологией.

## Издания
Первое издание книги вышло в 1990 году. Во втором издании, вышедшем в 1996 году, были добавлены несколько тем, получивших широкое освещение внимание в СМИ, таких как пещера Шове и ледяная мумия Эци, и включено большое количество иллюстраций. В 2017 году в издательстве Оксфордского университета вышло девятое издание, а в 2019 году — десятое.

## Оценки
Профессор антропологии Университета Висконсин-Милуоки Беттина Арнольд отмечала, что данная книга «оказала влияние на тысячи студентов на вводных курсах по всей стране (и, предположительно, за рубежом), что представляет собой значительный вклад в извечную борьбу за контроль над тем, как профессиональная археология воспринимается широкой общественностью».
Профессор и заведующий кафедрой археологии Бостонского университета Кёртис Раннелс отмечал, что это «единственный учебник для такого курса, который, я думаю, должен предлагаться в каждом высшем учебном заведении».
Адъюнкт-профессор антропологии Университета штата Вашингтон и Льюис-Кларковского колледжа штата Криста Абдул-Карим, что в книге «затронуты те вещи, которые увлекают любого — инопланетяне, Атлантида, проклятия Древнего Египта — и преподнесены так, что и интересно, и становится понятно как работает научный метод. Она помогает студентам мыслить критически о множестве так называемых „документальных“ телефильмов».
Антрополог из Эштрельского общественного колледжа Кристи Джин Миллер отметила: «Мне очень нравится текст и его стиль изложения; я ценю юмор Федера и то, как он объясняет различные вещи. „Мошенничество, мифы и тайны“ доступна для студентов, поскольку она не сухая и не скучная. Отличный заголовок — увлекает студентов — и книга написана таким образом, что она легка в чтении и доставляет удовольствие».